# 姬玉
姬玉（1967年1月29日—），中国女演员，曾在《红楼梦》出演妙玉而被人熟知。与剧中角色妙玉一样，现实中的姬玉也是一名忠实的佛教信徒。

## 概述
姬玉是北京人，本名姬培杰，在拍摄《红楼梦》之前是北京皮鞋厂的一名临时工，经人介绍去《红楼梦》剧组试镜，因为眼神比较幽怨被导演王扶林看中出演妙玉。演了妙玉之后，才正式更名为姬玉，意思为“机遇”，出演《红楼梦》让她的人生发生了巨大的转折。
拍摄结束后，姬玉进入中央戏剧学院进修，1990年毕业，开始从事演艺工作，同时也是一位商人，做过化妆品、服装、礼品的生意。

## 生活
1987年，拍完《红楼梦》后，姬玉就结婚了，第二年有了一个女儿，1993年离婚，做起了单亲妈妈。
姬玉与陈晓旭相识于《红楼梦》剧组，两人一直是朋友。在陈晓旭1999年接受佛教皈依投师于净空法师后，第二年她和陈晓旭的丈夫郝彤也皈依在净空法师门下。
自从皈依之后，姬玉和陈晓旭成了同门师姐妹，经常一起诵经念佛，绕佛。在2007年初，陈晓旭正式出家后亦劝姬玉出家，不过姬玉自己认为“出家是一种福报，自己还没有出家，是因为机缘未到”。对于好友陈晓旭的去世，姬玉如此说“妙真师（陈晓旭）这一生的寿命定数是42年，是相对比较短。但生命的价值，并不是以长短而论的。生命的价值，应该以对众生的贡献和留给世间多少精神财富而论。从这点上，妙真师（陈晓旭）的生命虽短，但很圆满”。
现在的姬玉的生活主要吃斋念佛和练瑜伽，做了住家的居士，还在“中华慈善在线”做志愿服务。

## 作品

### 电影
- 《我们的田野》饰十月
- 《良家妇女》饰疯女人
- 《失去的梦》饰周茜

### 电视剧
- 《红楼梦》饰妙玉
- 《大酒店》饰珍妮
- 《关公》饰貂蝉
- 《戏说慈禧》饰恭王福晋
- 《康熙大帝》饰香妃
- 《总统套房》饰张晓芳
- 《心雾》饰于娜
- 《情剑飘香》饰慈云大师
- 《亚武山人》饰夏小雪
- 《老磨坊》饰荞花
- 《溪上有座风雨桥》饰水秀
- 《了凡四训》饰了凡妻
- 《西游记》饰鱼精

### 书籍
- 《妙玉说饮食与健康》(ISBN 9787880834550) 北京北影录音录像公司
- 《妙玉介绍佛教》系列CD有声书